# Christos Passalis

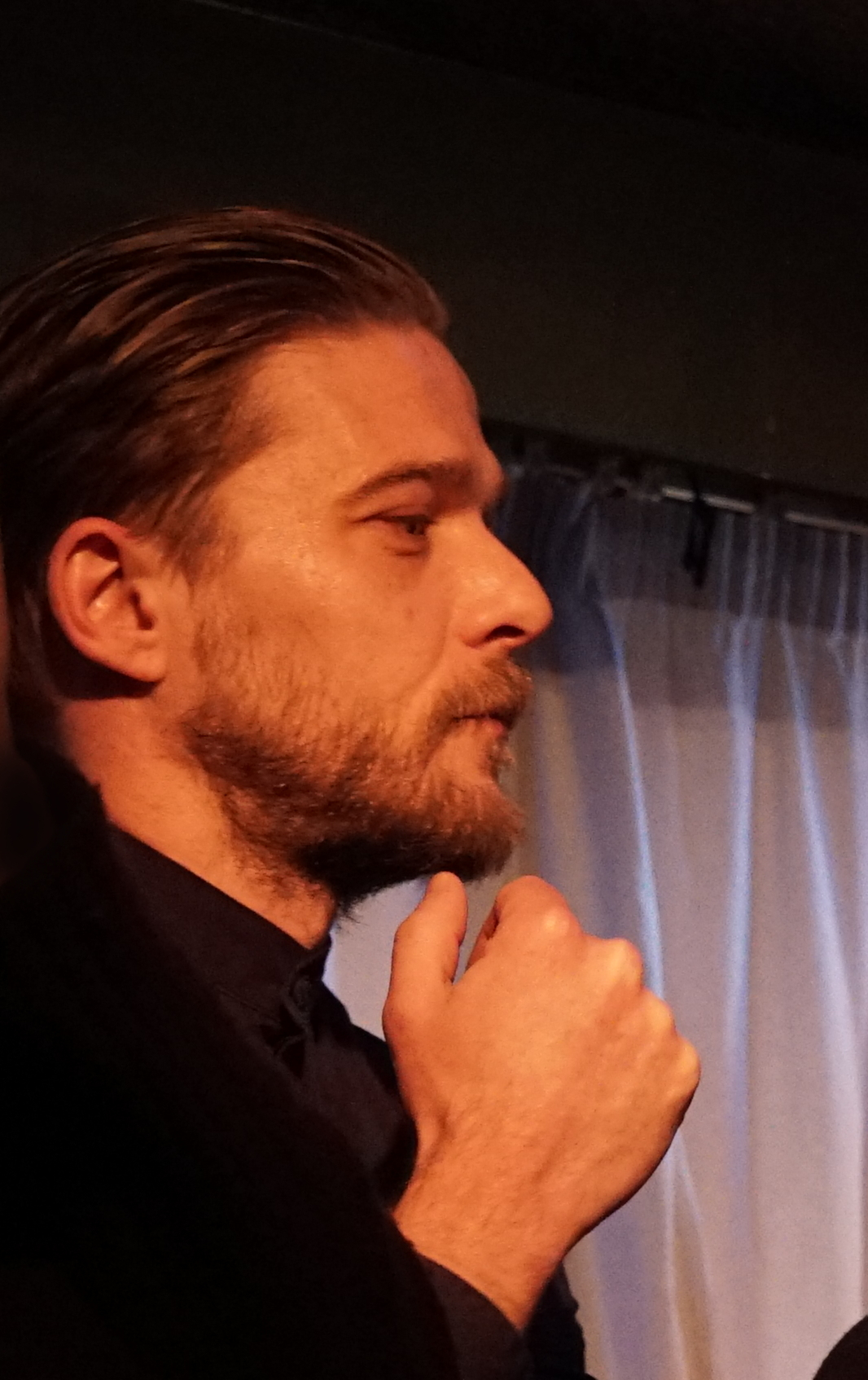
Christos Passalis

Christos Passalis (griechisch Χρήστος Πασσαλής, * 1978 in Thessaloniki) ist ein griechischer Regisseur und Schauspieler, der sowohl für das Theater als auch den Film arbeitet.

## Leben
Christos Passalis wurde 1978 in Thessaloniki geboren und absolvierte die Schauspielschule des Nationaltheaters von Nordgriechenland. Im Jahr 2004 gründete Passalis die in Athen ansässige Blitz Theatre Group, für die er als Autor, Regisseur und Schauspieler tätig war. Die Gruppe spielte unter anderem am Théâtre de la Ville in Paris, an der Berliner Schaubühne, beim Festival d’ Avignon und bei verschiedenen weiteren Theaterfestivals. Seit 2019 inszeniert er gemeinsam mit Angeliki Papoulia am Luzerner Theater.
In Yorgos Lanthimos’ Film Dogtooth von 2009, der für den besten fremdsprachigen Film bei der 83. Oscarverleihung nominiert war, spielte er in seiner ersten Filmrolle den Sohn. Es folgten Engagements in dem Historiendrama Black Field von Vardis Marinakis, in den Thrillern Hora proelefsis und Das Wunder im Meer von Sargasso von Syllas Tzoumerkas und dem Filmdrama History’s Future von Fiona Tan.
Sein filmisches Regiedebüt The City and the City wurde als 70-minütiges Projekt vom Thessaloniki International Film Festival und der Metropolitan Organization des Museums of Visual Arts von Thessaloniki in Auftrag gegeben. Bei diesem führte er gemeinsam mit Tzoumerkas Regie. Sie konzipierten The City and the City als einen Episodenfilm. Die Premiere von The City and the City erfolgte im Februar 2022 bei den Internationalen Filmfestspielen in Berlin, wo der Film in der Sektion Encounters gezeigt wurde.

## Filmografie
- 2009: Dogtooth
- 2009: Black Field (Mavro Livadi)
- 2010: Hora proelefsis
- 2012: Trfck (Kurzfilm)
- 2012: Aroundel (Kurzfilm)
- 2013: Den eimai tora edo (Kurzfilm)
- 2016: History’s Future
- 2019: Das Wunder im Meer von Sargasso (To thavma tis thalassas ton Sargasson)
- 2020: Goads (Kurzfilm)
- 2022: The City and the City (Regie und Drehbuch)

## Auszeichnungen
Internationale Filmfestspiele Berlin
- 2022: Nominierung für den Encounters Award (The City and the City)